# Station Trzebień
Station Trzebień is een spoorwegstation in de Poolse plaats Trzebień.